# Bræddevej
En bræddevej er en af tømmer opbygget og gerne på stolper let hævet vej over et fugtigt terræn. En bræddevej kan anses for at være en lang plankebro. Et gangareal til rekreative eller ceremonielle formål formål kaldes undertiden en promenade og kan være opbygget af tømmer. Det benyttes fx i sandede strandområder.
- Vikingebroen over Store Vejleå
- Bræddevej nær Camp Adventures skovtårn
- Parti af plankevej på Ribe Vikingecenters markedsplads